# Carmenta fulvopyga
Carmenta fulvopyga is een vlinder uit de familie wespvlinders (Sesiidae), onderfamilie Sesiinae.
Carmenta fulvopyga is voor het eerst wetenschappelijk beschreven door Le Cerf in 1911. De soort komt voor in het Neotropisch gebied.